# Panorama Point
Koordinaten: 41° 0′ 26″ N, 104° 1′ 53″ W

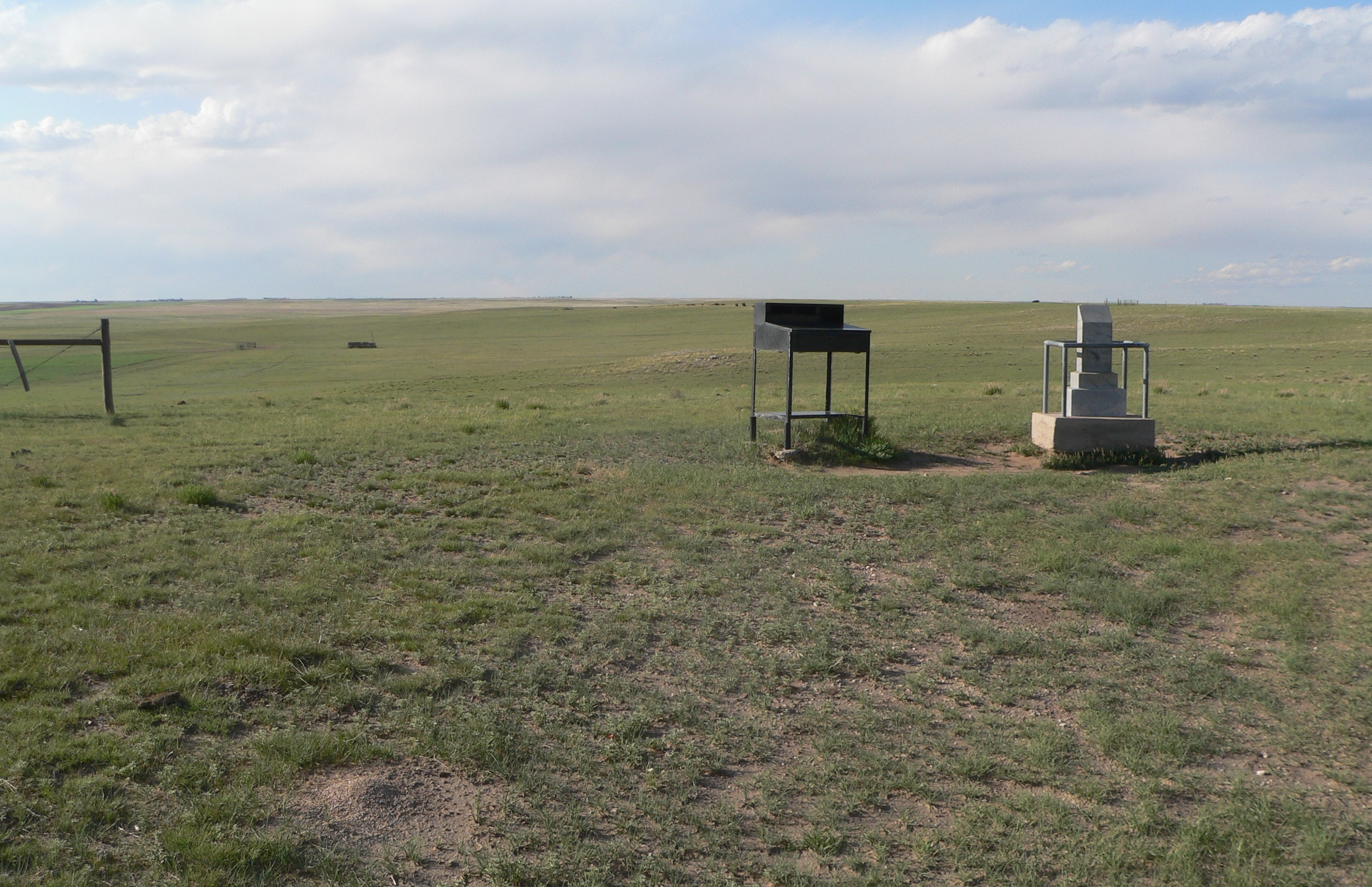
Panorama Point

Der Panorama Point ist mit 1653 Metern der höchste Punkt des Kimball County und des US-Bundesstaates Nebraska. Er befindet sich nur eine Meile von der Grenze zu den beiden Nachbar-Bundesstaaten Colorado und Wyoming entfernt. Zur besseren Auffindbarkeit des höchsten Punktes in der weiten Ebene ist er mit einem Markierungsstein gekennzeichnet.